# Argyractis schwarzalis
Argyractis schwarzalis là một loài bướm đêm trong họ Crambidae.